# Villaconejos
Villaconejos è un comune spagnolo di 2 945 abitanti situato nella comunità autonoma di Madrid.